# ゲームテック
株式会社ゲームテック（英: GAMETECH CO.,LTD.）は、福岡県福岡市に本社を置くゲーム機関連商品の製造販売会社。

## 概要
事業内容は、
- コンピューター及びその他周辺機器並びに通信機器のハード・ソフトウェアの企画・開発・販売及びその仲介並びに輸出入。
- テレビゲーム機及びその関連機器類のハード・ソフトウェアの企画・開発・販売及びその仲介並びに輸出入。
- 液晶ゲーム機器、携帯電話関連商品の企画・開発・販売及び仲介並びに輸出入。
- 雑誌・書籍類の出版、販売及び輸出入。
- 全各号付帯関連する一切の事業。

テレビゲーム機の周辺機器の販売を主としている。それらは、任天堂、ソニーなどのプラットフォームメーカーのライセンスを受けずに発売されているため、ライセンス品よりも安めで、ライセンス品には見られない商品が特徴的。ただし、ライセンスを受けていないため、ニンテンドーDSや、プレイステーション3など正式な商品名を記載できず、パッケージに描かれている絵も曖昧なものとなっている。これはサイバーガジェットらと同様である。
2008年からはニンテンドーDSの周辺機器に限り、正式にライセンスを受けた商品を展開することになった、これにより従来の非ライセンス商品は順次廃止する予定だったが、2009年にはライセンス品がラインナップから消え、再び非ライセンス商品のみの販売となった。
その他、電子ゲーム機器も作っている。
かつては改造ツールである、「エックスターミネーター」シリーズをリリースしていたが、任天堂とのライセンス契約を行った時期に販売を終了している。

## 主な製品
- ワザポン（DS用ウラワザカード）
- エックスターミネーター
- メモリージャグラー
- ツナイデント
- ほこり入れま栓！
- 目にラクシート
- ポッケ ni ナンプレ
- テレビ de ナンプレ
- タッチ de ナンプレ
- ナンプレmini
- ネオファミ（ファミコン互換機）
- テレビdeアドバンス
- プレイオンTV CAP（PSP用）

下2つは携帯型ゲーム機の映像をテレビに出力するもので、他に例がなかったため話題を呼んだ。
その他、コントローラや各種ケーブル、ゲームポーチなどを取り扱っている。